# Ферреро, Анна-Мария
Анна-Мария Ферреро (итал. Anna-Maria Ferrero, настоящая фамилия Гуэрра; 18 февраля 1935, Рим, Италия — 21 мая 2018, Париж, Франция) — итальянская актриса.

## Биография

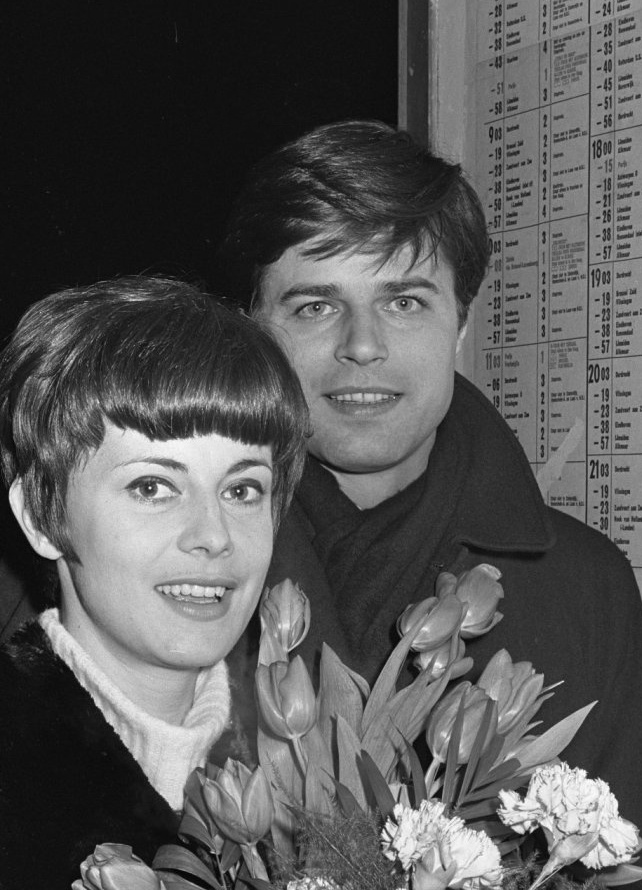
Анна-Мария Ферреро с супругом Жаном Сорелем

### Карьера
Впервые Анна-Мария Гуэрра попала на съёмочную площадку в 1949 году. Клаудио Гора пригласил 15-летнюю девушку на роль Джулии в своей драме «Красное небо» (в главных ролях он снял свою жену Марину Берти, Жака Сернаса и Мишу Ауэра). Для дебюта юная актриса взяла псевдоним в честь записывавшего музыку к фильму дирижёра Вилли Ферреро, друга своих родителей, оказавшего ей протекцию и поддержку.
Следующей лентой, в которой участвовала Фереро, стала лента Гуидо Бриньоне «Il Conte di Sant’Elmo».

### Личная жизнь
В 1963 году вышла замуж за французского актёра Жана Сореля, с которым познакомилась на съёмках фильма «Золото Рима» (Oro di Roma) в 1961 году. Вместе они снялись ещё в двух фильмах: «Четыре дня Неаполя» (1962) и «Un Marito in condominio» (1963).
После свадьбы оставила сцену и перестала сниматься.

## Избранная фильмография
- 1951 — Запрещённый Христос — Мария
- 1953 — Неверные — Чезарина
- 1953 — Побеждённые — Марина
- 1953 — Парк Боргезе — студентка
- 1953 — Джузеппе Верди — Маргерита Верди
- 1954 — Повесть о бедных влюбленных — Жезьена
- 1955 — Тото и Каролина — Каролина Де Вико
- 1956 — Война и мир — Мария Болконская
- 1956 — Грозовой перевал — Кэтрин Эрншо
- 1959 — Бурная ночь — Николетта
- 1959 — Сюрпризы любви — Мариароза
- 1960 — Аустерлиц — Элиза Бонапарт
- 1960 — Матадор — Аннализа Раусео
- 1960 — Горбун — Нинетта
- 1961 — Капитан Фракасс — маркиза де Брюэре
- 1962 — Четыре дня Неаполя
- 1964 — Антисекс — Марселла